# Кубок Украины по водному поло
Кубок Украины по водному поло — всеукраинское соревнование среди мужских команд по водному поло. Проводится с 1992 года под эгидой Федерации водного поло Украины и с тех пор прошло 32 розыгрыша турнира. В сезоне 2024 года в кубке играло 8 команд, разделённых на две группы.
Точные данные о первых розыгрышах турнира не неизвестны. Наибольшее количество побед в Кубке Украины принадлежит львовскому «Динамо», имеющем в своём активе 13 титулов. Трижды обладателем кубка становилась команда БМК из Харькова.
В 2008, 2010 и 2020 годах турнир принимал город Каменское (Днепродзержинск). В 2024 году турнир проходил во Львове на водной площадке бассейна Учебно-спортивная база летних видов спорта Министерства обороны Украины.
До провозглашения независимости Украины местные команды выступали в Кубке СССР по водному поло, где в 1980 и 1986 годах серебряным призёром становилось «Динамо» (Львов).
Лучшим игроком по результатам турнира 2013 года был признан вратарь Максим Ишутин из Севастополя.

## Результаты
| №  | Год     | Первое место          | Второе место          | Третье место          |
| -- | ------- | --------------------- | --------------------- | --------------------- |
| 1  | 1992    |                       |                       |                       |
| 2  | 1992/93 |                       |                       |                       |
| 3  | 1993/94 |                       |                       |                       |
| 4  | 1994/95 |                       |                       |                       |
| 5  | 1995/96 |                       |                       |                       |
| 6  | 1996    |                       |                       |                       |
| 7  | 1997    | Динамо (Львов)        |                       |                       |
| 8  | 1998/99 |                       |                       |                       |
| 9  | 1999    |                       | Динамо (Львов)        |                       |
| 10 | 2000/01 |                       |                       |                       |
| 11 | 2001    | Динамо (Львов)        | Киев                  |                       |
| 12 | 2002    | Киев                  | Ильичёвец (Мариуполь) |                       |
| 13 | 2003    |                       |                       |                       |
| 14 | 2004    | Киев                  |                       |                       |
| 15 | 2006    |                       | Динамо (Львов)        |                       |
| 16 | 2007    | БМК Харьков           | Севастополь           | Динамо (Львов)        |
| 17 | 2008    | Севастополь           | БМК Харьков           | Киев                  |
| 18 | 2009    | Ильичёвец (Мариуполь) | Севастополь           | БМК Харьков           |
| 19 | 2010    | БМК Харьков           | Ильичёвец (Мариуполь) | Динамо (Львов)        |
| 20 | 2011    | БМК Харьков           | Ильичёвец (Мариуполь) | Динамо (Львов)        |
| 21 | 2012    | Динамо (Львов)        | Ильичёвец (Мариуполь) | Севастополь           |
| 22 | 2013    | Севастополь           | Динамо (Львов)        | Ильичёвец (Мариуполь) |
| 23 | 2014    | Динамо (Львов)        | Слобожанец (Харьков)  | ДНУ (Дніпропетровск)  |
| 24 | 2015    | Динамо (Львов)        | Слобожанец (Харьков)  |                       |
| 25 | 2016    | Динамо (Львов)        | Харьковская область   | Мариуполь             |
| 25 | 2017    | Динамо (Львов)        | Харьковская область   | Киевская область      |
| 26 | 2018    | Харьковская область   | Динамо (Львов)        | НТУ-ХПИ (Харьков)     |
| 27 | 2019    | Динамо (Львов)        | Харьковская область   | УФК (Львов)           |
| 28 | 2020    | Динамо (Львов)        | Харьковская область   | НТУ-ХПИ (Харьков)     |
| 29 | 2021    | Динамо (Львов)        | Харьковская область   | Мариуполь             |
| 30 | 2022    | Динамо (Львов)        | ДЮСШ им. А. Дидуха    | Харьковская область   |
| 31 | 2023    | Динамо (Львов)        | Акватико (Львов)      | Харьковская область   |
| 32 | 2024    | Динамо (Львов)        | Мариуполь             | НТУ-ХПИ (Харьков)     |